# Jacques Debruyne
Pour les articles homonymes, voir De Bruyne.
Jacques Debruyne, né le 21 juin 1945 à Petit-Enghien (province de Hainaut), est un auteur de bande dessinée, animateur et illustrateur belge, connu pour avoir assisté François Craenhals sur Les 4 As et créé la série de bande dessinée historique Corian (1985-1989). 

## Biographie
Jacques Debruyne, naît le 21 juin 1945 à Petit-Enghien. Il étudie l'économie puis rencontre François Craenhals en 1967 qui le prend comme assitant.

### Début de carrière
Au début de sa carrière, il travaille pour Belvision, le studio d'animation des éditions du Lombard. Là, il participe comme membre de l'équipe d'animation au film Astérix le Gaulois de 1967 de René Goscinny et Albert Uderzo. 
La même année, Yvan Delporte, rédacteur en chef du journal Spirou lui ouvre les portes du journal dans le no 1544 et il publie sa première bande dessinée Placide et Céleste, un court récit en deux planches, dans la rubrique Spirou donne une chance aux jeunes. L'année suivante, dans la même rubrique, il publie Placide Laguigne. Pour le supplément du journal La Libre Junior, il réalise la série humoristique Placide et Céleste et replacera cette série dans Samedi-Jeunesse (1970-1973).

### Assistant de François Craenhals
En 1972, il fait son entrée au journal Tintin, lorsqu'il participe à l'illustration et à la mise en couleur de l'épisode La Dame des Sables dans la série d'aventures médiévales Chevalier Ardent. 
Plus tard cette décennie, il assiste également Craenhals à son travail d'illustration pour le journal Tintin.
Parallèlement, il fait beaucoup d'illustrations pour le journal Tremplin des Éditions Averbode où il dessine des documentations scolaires et fresques historiques. 

### Les 4 As
À partir de 1983, Debruyne assiste Craenhals sur les décors et l'encrage de la bande dessinée d'aventure humoristique Les 4 As. 
Apparaissant directement sous forme d'album, la série est basée sur la série de livres jeunesse du même nom du romancier Georges Chaulet. Les quatre personnages principaux de Les As est l'archétype d'une bande d'enfants typique de la culture pop : Lastic était l'homme à tout faire héroïque, Dina la fille curieuse et enjouée, Doct le scientifique ringard et Puffy le soulagement comique potelé, toujours impatient de son prochain repas. Ils sont accompagnés dans leurs aventures par leur fidèle chien Oscar. Après avoir participé à la réalisation d'une vingtaine d'albums, Debruyne prend le relais de François Craenhals pour la partie graphique et dessine ainsi Les 4 As et le grand Suprême (2004) et Mission Mars (2005), les deux avant-derniers albums de la série, cédant lui-même le dessin à Alain Maury pour le dernier album publié aux éditions Casterman.

### Auteur complet
Entre 1985 et 1988, Jacques Debruyne revient dans les pages du journal Tintin, réalisant de courts récits historiques sur l'Égypte antique, puis, sur le même thème, il crée la série Akhtar le scribe scénarisée par Jean Dufaux. Cette série connaît sept publications et compte 109 planches mais reste inédite en album en 2025. 
L'Égypte ancienne a également servi de décor à l'œuvre la plus connue de Debruyne — qu'il réalise en tant qu'auteur complet assumant seul le dessin et le scénario —, Corian (1985-1989). 
Esclave, guerrier et rebelle sous le règne du pharaon Amenhotep IV, le jeune et fougueux marin crétois Corian découvre les mystères de l'Égypte au cours de trois longues aventures. Après un premier album paru chez Blue Circle en 1985, la série voit les deux tomes suivants publiés dans la collection « Vécu » des éditions Glénat de 1987 à 1989.

### Autres travaux
Debruyne participe à l'album collectif Téléthon - La BD du défi et rend hommage à François Walthéry dans l'album Natacha - Spécial 20e anniversaire - Nostalgia, tous deux publiés en 1990.

## Publications

### Albums de bande dessinée
Comme assistant de François Craenhals
Comme série personnelle

### Collectifs
- Téléthon[10], Le Lombard, Bruxelles, juin 1990
Scénario et couleurs : collectif - Dessin : collectif dont Debruyne -  (ISBN 2-8036-0894-4)
- Natacha - Spécial 20e anniversaire - Nostalgia, Marsu Productions, Monaco, février 1990
Scénario : collectif - Dessin : collectif dont Jacques Debruyne - Couleurs : quadrichromie -  (ISBN 2-907159-04-6) — Participation : Hommage à Walthéry.

### Collections publiques
7 œuvres de cet artiste sont conservées au Centre belge de la bande dessinée et font partie du patrimoine mobilier de la région Bruxelles-Capitale.

#### Livres
: document utilisé comme source pour la rédaction de cet article.
- Jacques Fiérain, « Debruyne, Jacques », dans La BD à Bruxelles et en Brabant, Charleroi, Éd. l'Âge d'or, avril 2003, 144 p., ill. ; 31 cm (ISBN 9782960119664 et 2960119665, OCLC 470388171, présentation en ligne), p. 31.
- Henri Filippini, « Debruyne, Jacques », dans Dictionnaire de la bande dessinée, Paris, Bordas, 2005, 912 p., ill. ; 27 cm (ISBN 9782047299708 et 2047299705, OCLC 1009545288, présentation en ligne), p. 740. .
- Philippe Mellot, Michel Denni, Laurent Turpin et Isabelle Morzadec, Trésors de la bande dessinée : BDM 2023-2024 - Catalogue encyclopédique et Argus, Paris, Les Arènes, novembre 2022, 23e éd., 1677 p., ill. ; 23 cm (ISBN 9791037507280, OCLC 1351462460, présentation en ligne), p. 332, 1038. .

#### Périodiques
- L'Hebdo no 46.